# Novij Urgal
Novij Urgal (oroszul: Новый Ургал) városi jellegű település Oroszország ázsiai részén, a Habarovszki határterület Felső-burejai járásában. Vasúti csomópont a Bajkál–Amur-vasútvonalon.
Népessége: 6803 fő (a 2010. évi népszámláláskor).

## Elhelyezkedése
Novij Urgal (jelentése: 'új Urgal') a Bureja völgyében, az Urgal mellékfolyó bal partján, a torkolat közelében fekszik. Távolsága Habarovszktól légvonalban kb. 340 km, Csegdomin járási székhelytől 28 km, és kb. 10 km-re nyugatra van a jóval korábbi Urgal településtől, melyre elnevezése is utal. Vasúti csomópont a BAM és a transzszibériai vasútvonal Izvesztkovij állomásától Csegdominig vezető szárnyvonal kereszteződésében.
1974-ben alapították a Bajkál-Amur-vasútvonal (BAM) építésekor. Több mint egy évtizedig csak 3. számú kitérő-ként említették, 1985-ben nyilvánították városi jellegű településsé Novij Urgal néven. 